# Oupyrrhidium cinnaberinum
Oupyrrhidium cinnaberinum là một loài bọ cánh cứng trong họ Cerambycidae.